# Седристый, Станислав Фёдорович
Станисла́в Фёдорович Седри́стый (р. 18 июля 1941, Фрунзе) — российский валторнист, музыкальный педагог и мастер-реставратор музыкальных инструментов, солист оркестра театра оперы и балета им. Кирова и АСО Ленинградской филармонии, заслуженный артист РСФСР.

## Биография
В 1955—1957 годах Станислав Седристый учился в музыкальной школе Московского района Ленинграда в классе Игоря Удальцова. В 1964 году он окончил Ленинградскую консерваторию по классу Павла Орехова. С 1959 по 1962 год он играл в сценическом духовом оркестре театра оперы и балета им. Кирова. С 1962 по 1984 и с 1987 по 1989 год Седристый был солистом симфонического оркестра Кировского театра. С 1962 по 1984 он также играл в академическом симфоническом оркестре Ленинградской филармонии. В 1978 году Седристому было присвоено звание заслуженный артист РСФСР. С 1985 года он преподавал в ленинградской школе искусств № 22. Помимо исполнительской и педагогической деятельности Станислав Седристый занимается реставрацией медных духовых музыкальных инструментов. Умер в январе 2013 года в городе Санкт- Петербурге.